# Falun–Västerdalarnes Järnväg
Falun–Västerdalarnes Järnväg (FVJ), lokalt även känd som Björbobanan, var en 1435 mm normalspårig järnväg från Falun till Björbo som tillkom cirka 1904.

## Historia

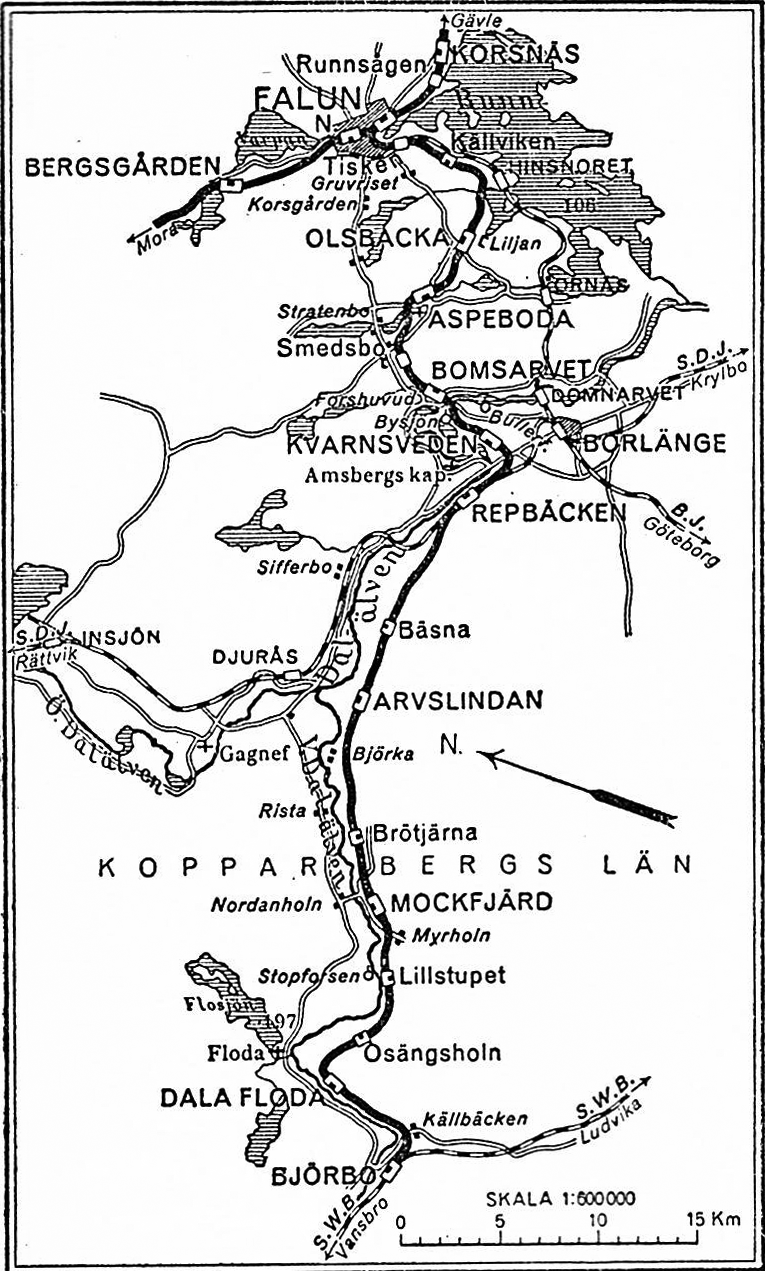
FVJ, karta 1926.

I svenska järnvägars historia är det ofta mer eller mindre rörigt och oklart vad som är "egentliga" bannamn och vad som mer korrekt är namn på järnvägstrafikbolag som byggt, trafikerat eller av annan orsak blivit intimt förknippade med någon viss bana. Så var även fallet med Falun–Västerdalarnes Järnväg som byggdes av Falun-Västerdalarnes Järnvägsaktiebolag och trafikerades från början av Gävle–Dala Järnväg (GDJ). 
Kvarnsvedens pappersbruk byggdes åren 1898–1900. Bruket behövde en direkt järnvägsförbindelse till Falun och när undersökningar kring detta inleddes planerades också för att förlänga linjen till Vansbro för att ge ytterligare trafikunderlag. Landshövdingen i Kopparbergs län, Claës Wersäll, tog tillsammans med bl.a. disponenten i Stora Kopparbergs Bergslags AB Erik Johan Ljungberg samt grosshandlaren och riksdagsmannen John Rettig i Gävle initiativ till att söka koncession för den tänkta förbindelsen. Som underlag till ansökan hade Haqvin Fogelberg lett undersökningar där kostnaden exkl. rullande material beräknades till 2,3 Mkr för sträckan Repbäcken–Vansbro och 1,3 Mkr för sträckan Falun–Repbäcken. Ansökan om koncessionen ingavs och den beviljades 17 mars 1899.
Falun–Västerdalarnes Järnvägsaktiebolag konstituerades 27 januari 1900 och koncessionen överfördes till bolaget. Den erfarne järnvägsbyggaren Lorentz Walentin Lindegren utsågs till byggnadschef. Lindegren gjorde nya kostnadsberäkningar för bandelen Repbäcken–Vansbro. Trafikunderlaget bedömdes vara för lågt för hela sträckan och därför ansöktes om en ny koncession som gällde sträckan Repbäcken–Björbo. Koncessionen erhölls 14 november 1902.
Byggnadsarbetena inleddes 1900. I september 1903 lades byggnadsarbetena ner därför att bolagets pengar var slut. Man misslyckades med att lösa finansieringsfrågan och GDJ, som hade stora fordringar i projektet, valde då att driva projektet vidare i egen regi genom att man köpte upp samtliga aktier i bolaget. I december 1903 återupptogs arbetet och nu med Elis Hildebrand som byggnadschef. 23 juni 1904 öppnades Falun–Repbäcken för allmän trafik, 1 maj 1905 öppnades Repbäcken–Mockfjärd för godstrafik och slutligen öppnades Repbäcken–Björbo för allmän trafik 11 december 1905. Totalt anläggningskostnaden blev 3,7 Mkr mot beräknade 2,6 Mkr.
FVJ blev ett helägt dotterbolag till GDJ 1903 och 1918 övertog GDJ koncessionerna och FVJ likviderades.  I Repbäcken korsade Siljans Järnväg från Borlänge mot Siljan. I Falun knöt banan an till järnvägar mot Rättvik, Mora, Gävle och Borlänge. I Björbo anslöt den till järnvägen från Ludvika till Vansbro, del av Stockholm–Västerås–Bergslagens Järnvägar (SWB) som också den var känd som Björbobanan. GDJ köptes av Svenska staten 1947 och Statens Järnvägar tog över driften 1948.

## Nedläggning
Persontrafiken upphörde mellan Falun och Repbäcken den 29 maj 1960 och samtidigt lades järnvägen ner mellan Källviken och Kvarnsveden. Anslutningen från Källviken till Tisken lades ner 1972 och Kvarnsveden till Repbäcken 1974.

## Nutid
Från Tisken till Falun gick FVJ och Bergslagernas Järnvägar bredvid varandra och den delen finns kvar som en del av Trafikverkets nuvarande Bergslagsbanan. Idag är banan uppriven mellan Tisken och Kvarnsveden, järnvägsbron över Dalälven finns kvar som vägbro och mycket av banvallen är mindre väg. Delen Repbäcken–Björbo ingår tillsammans med ett par andra bandelar i vad Trafikverket idag kallar Västerdalsbanan. Infarterna för FVJ och Siljans Järnväg till Borlänge från Repbäcken slogs samman 1958 och använder FVJ:s spår, ett nybyggt spår delvis på den smalspåriga industribanans banvall innan den igen ansluter till Siljans Järnväg innan nuvarande Borlänge station.